# GAZ Valdai
Le GAZ-3310 Valdai (russe : Валдай) est un modèle de camion de taille moyenne produit de fin 2004 à 2015 à l'usine automobile de Gorki en Russie. Il diffère du véhicule utilitaire léger GAZelle en ce qu'il nécessite un permis de conduire russe de catégorie C. Le GAZ Valdai associe la cabine de la GAZelle à une version modifiée du châssis GAZ-3307. Le camion était disponible avec deux moteurs 4 cylindres, le 3760 cm3 Cummins ISF3.8s3154 et le 4750 cm3 MMZ D-245.7E3. La production du véhicule a pris fin en décembre 2015. En 2020, GAZ a annoncé son successeur: le GAZ Valdai NEXT avec cabine avancée basé sur le Foton Ollin, dont la production a été lancée le 3 février 2021,,.

## Galerie

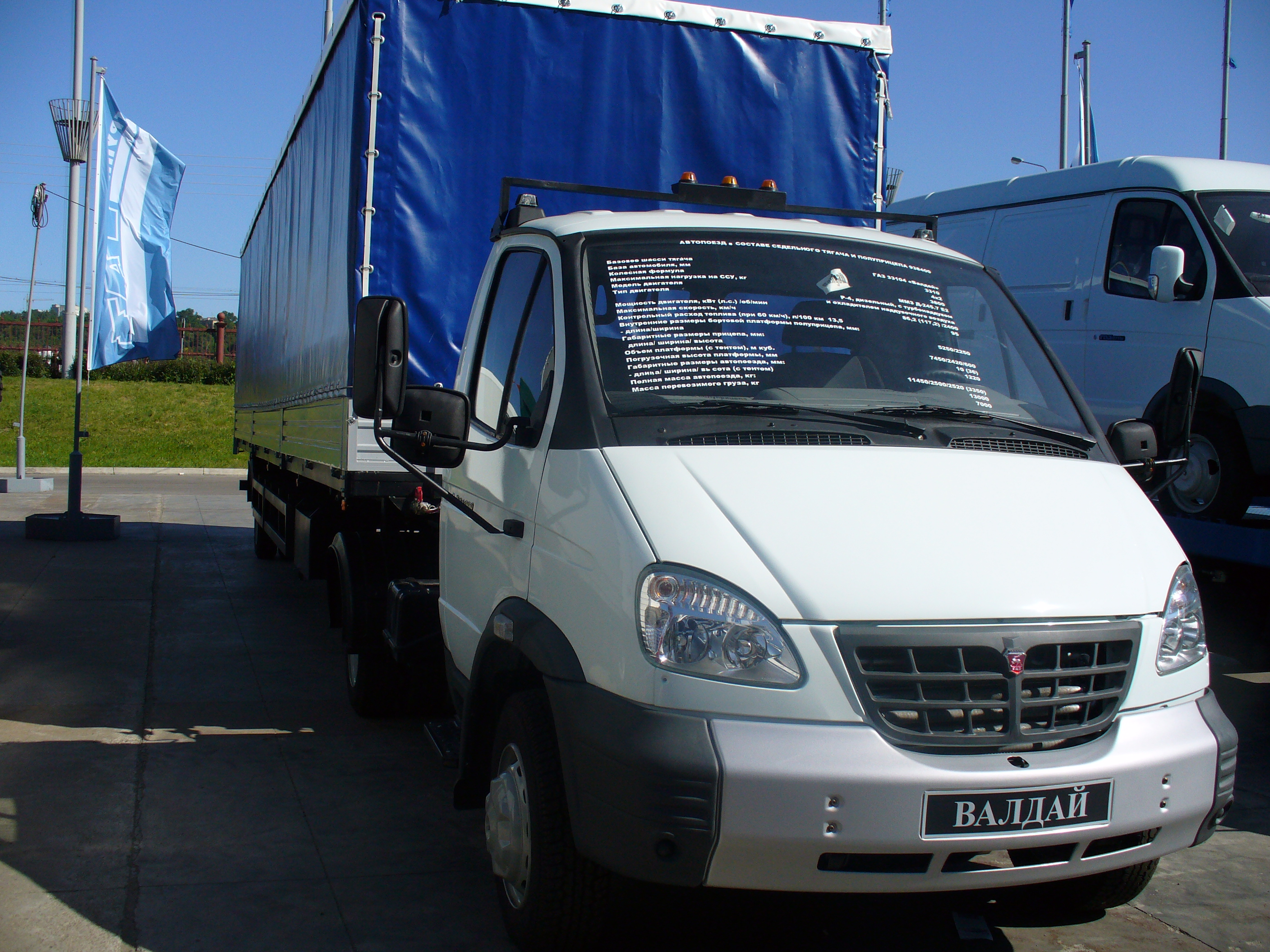
GAZ-33104V
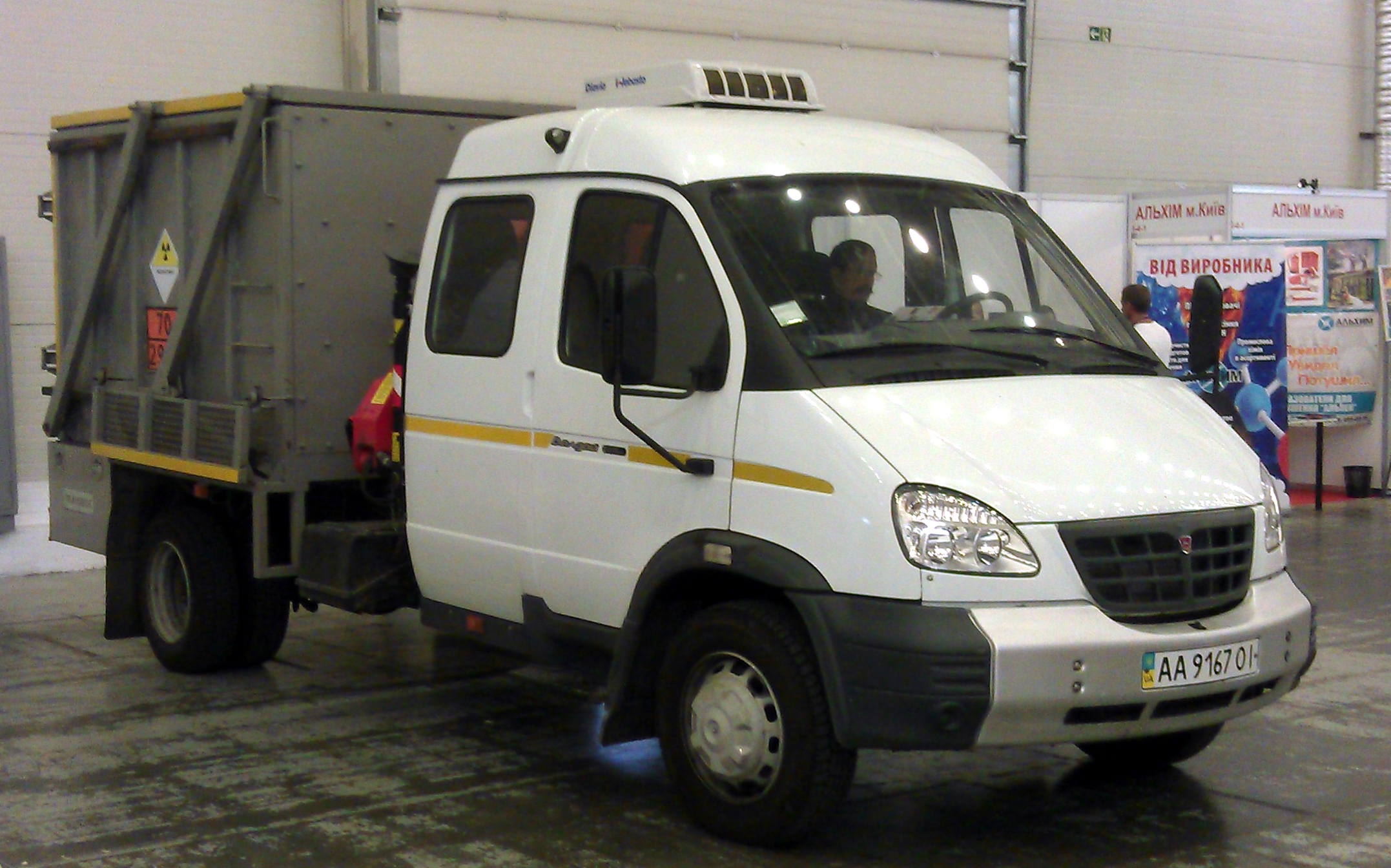
GAZ Valdai cabine double
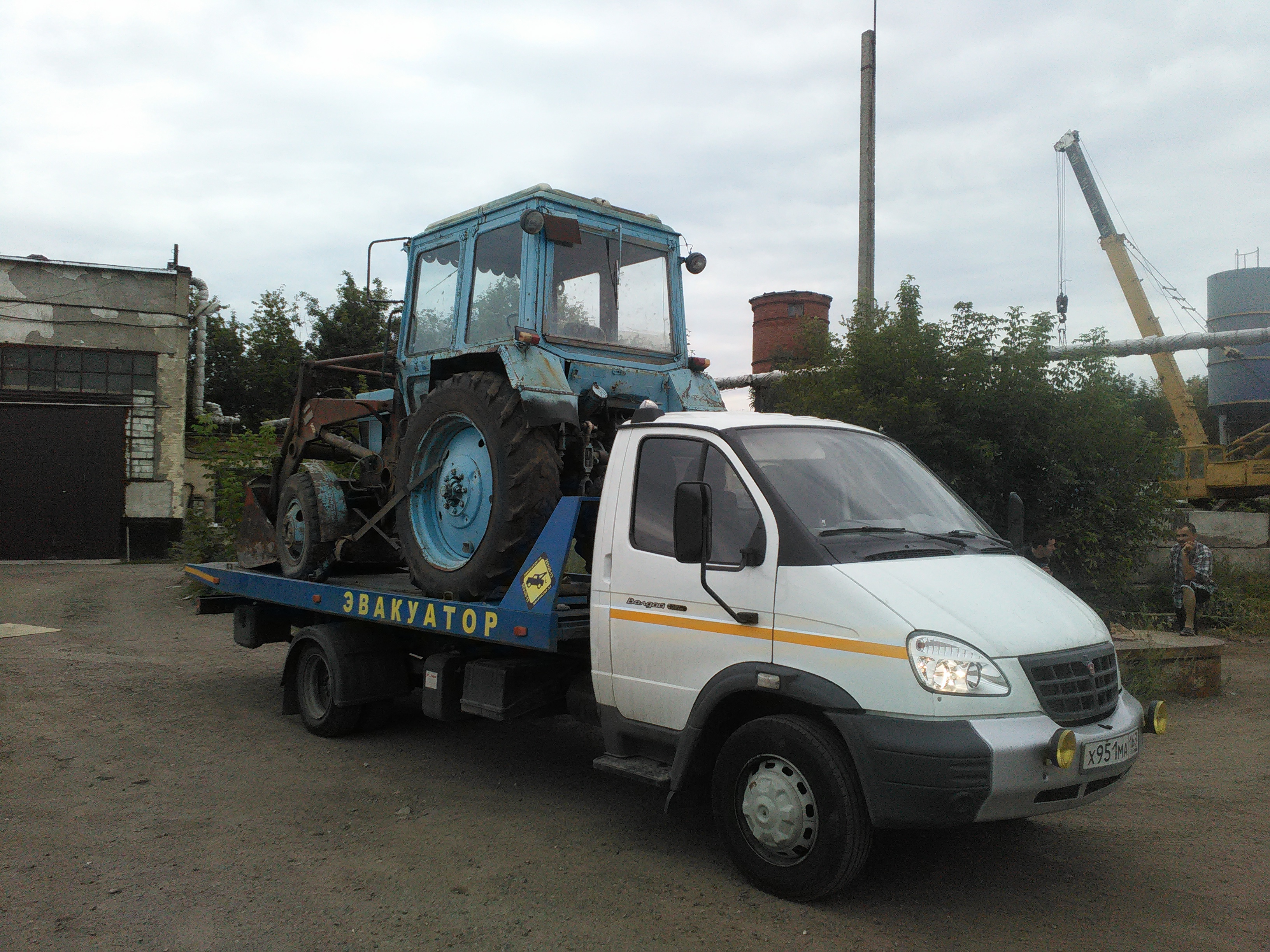
GAZ Valdai transportant un tracteur agricole
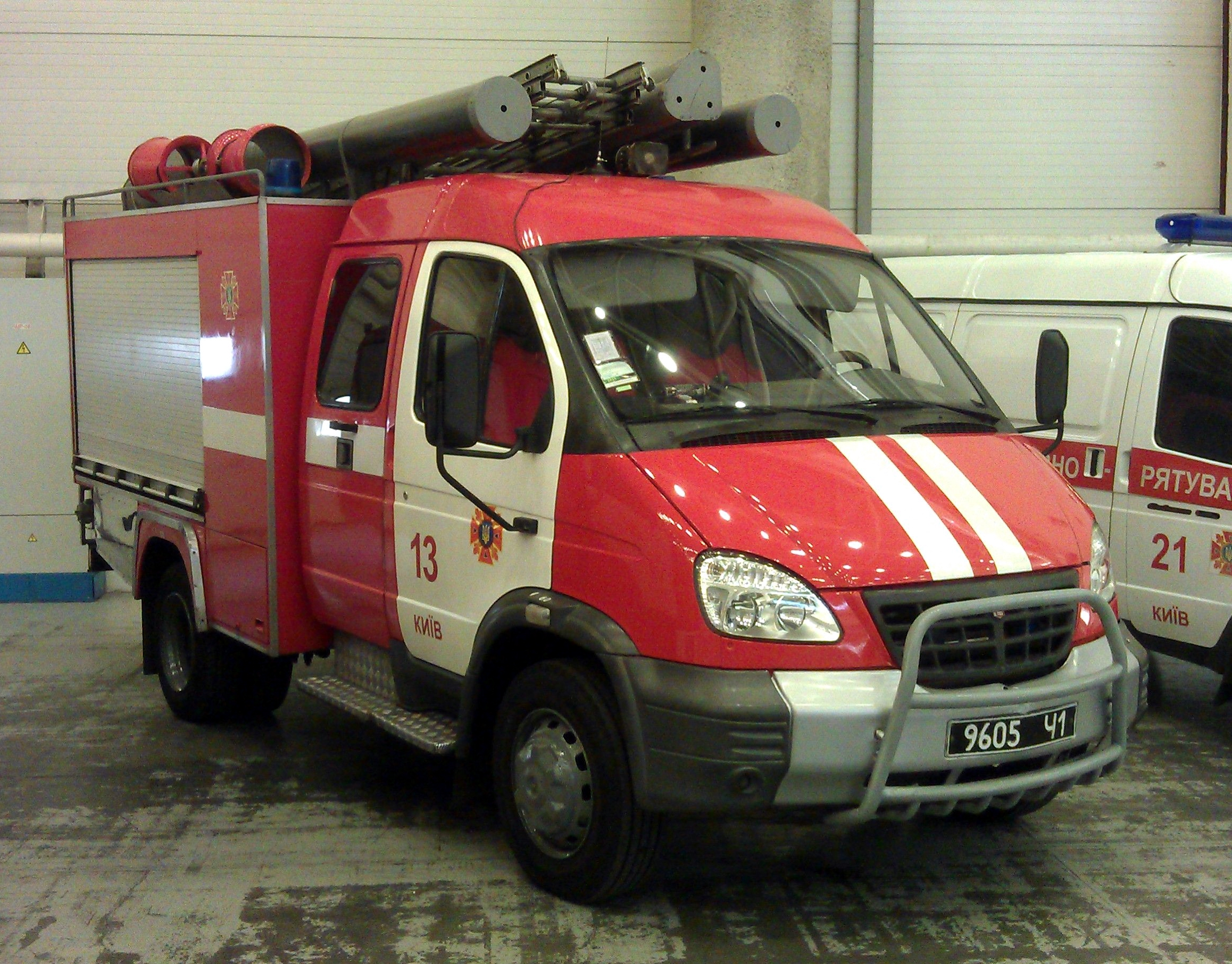
Véhicule de pompier
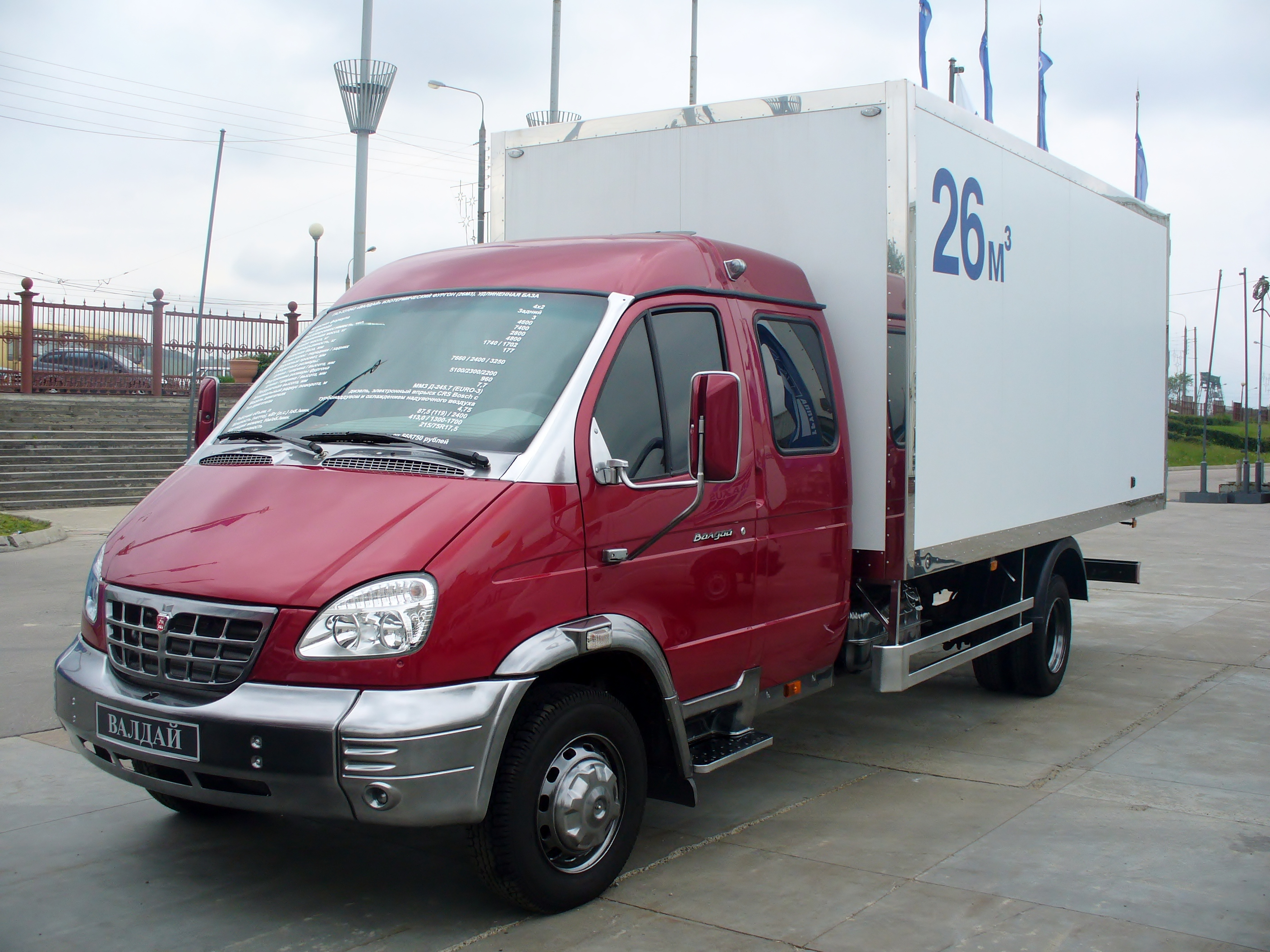
GAZ Valdai cabine double avec finition chrome